# James Cohn
Pour les articles homonymes, voir Cohn.
James Cohn, né à Newark (New Jersey) le 12 février 1928 et mort le 12 juin 2021 à New York,, est un compositeur américain.

## Biographie
Il prend des leçons de violon et de piano puis de composition avec Roy Harris, Wayne Barlow et Bernard Wagenaar (en). Il obtient son diplôme de composition à la Julliard School de New York en 1950. Il est aujourd'hui membre du New York Alumnae Chapter.

## Œuvre
En 2008, son catalogue comporte, entre autres :
- trois quatuors à cordes ;
- cinq sonates pour piano ;
- Miniature pour orchestre, 1954, orch. 1975 ;
- huit symphonies :
  - symphonie no 2, opus 13, composée en 1949 ;
  - symphonie no 3 en sol mineur, 1955 ;
  - symphonie no 4 en la majeur, 1956 ;
  - symphonie no 7, opus 45, composée en 1967 ;
  - symphonie no 8 en ut majeur, 1978 ;
- un concerto pour violon, commandé par le violoniste Eric Grossman ;
- un concerto pour piano, commandé par la pianiste argentine Mirian Conti ;
- deux trios pour piano violon et violoncelle. Le deuxième a été créé en 2006 à Orlando en Floride.

## Discographie
- Symphonies no 2 (opus 13) et no 7 (opus 45) - Slovak Radio Symphony Orchestra, direction Vakhtang Jordania (symphonie no 7) et Kirk Trevor (symphonie no 2) (28 septembre-3 octobre 2001, MSR Classics) (OCLC 811333257).
- Symphonies nos 3, 4 et 8, Miniatures pour orchestre - Orchestre symphonique de la radio slovaque, dir. Kirk Trevor (2001, MSR Classics MS1435) (OCLC 824459071).